# Niurka Marcos
Niurka Rosa Melanie Francisca Marcos Calle, mais conhecida como Niurka, (Havana, 25 de novembro de 1967) é uma atriz, cantora, dançarina e modelo cubana, radicada no México. Filha de Carmelo Marcos e Celestina Calle, seus irmãos são Martha, Maribel, Tomás, María del Carmen e Ernesto, todos filhos dos mesmos pais.

## Biografia
Niurka era pouco conhecida como atriz em Cuba. Ela estudou quatro anos na "Escola Nacional Circense de Cuba". Abandonou seu país para ir ao México onde começou a trabalhar como bailarina na casa noturna "Tropicana" em Mérida estado de  Yucatán. Ela já tinha um filho, quando se mudou para o México, filhos que deixou para trás para prorporcionar um futuro melhor.
Niurka tem tido algum sucesso, especialmente por seu desempenho em telenovelas da Televisa, que veio através do produtor Juan Osorio, que a viu dançando na boate "Tropicana", ficou impressionado com ela e a levou imediatamente para a Cidade do México. Niurka e Osorio começaram um namoro altamente divulgado em 1998, então ela começou a participar em todas as produções de Osorio. Eles tiveram um filho, o ator Emilio Osorio, o terceiro já que ela  tinham uma filha chamada Romina e um filho chamado Kiko ambos cubanos de relacionamentos anteriores.
Agindo no musical Aventurera atuando ao lado de Carmen Salinas e Armando Palomo, que se tornou conhecida em todo México, tudo graças à sua beleza e carisma. Neste trabalho foi posto em prática seus conhecimentos adquiridos na universidade e as obtidas durante a sua estadia no "Tropicana".
Niurka e Osorio estavam planejando se casar em fevereiro de 2004. No início de janeiro, no entanto, ela revelou para a imprensa mexicana, e a latino americana e dos Estados Unidos, que tinha tido um affair com Bobby Larios na telenovela Velo de novia, e que ela estava saindo com Osorio e Larios. A notícia causou um grande escândalo e Niurka não se tem poupado Osorio publicamente com insultos, culpando entre outras coisas, a falta de relações sexuais entre os dois.
Em 19 de fevereiro de 2004, Niurka e Bobby Larios se casaram na Cidade do México. No final do ano, foi revelado que ambos seriam estrelas de um reality show sobre suas vidas com base em sua casa. Em 2006, foi anunciado que a ambos não estavam mas juntos. Em junho de 2006 ela entrou com o pedido de divórcio a fim de encerrar o casamento com Bobby Larios, depois de 3 anos de casados.
No Verão de 2007, depois de fotos suas na adolescência fumando, Niurka admitiu que aos 16 anos de idade Kiko foi autorizada a fumar. Ela criou polêmica quando revelou que ela havia comprado cigarros para Kiko desde que ele tinha 13 anos. Fotos vieram a tona poucos dias depois de Niurka e Kiko de 16 anos fumando juntos na praia.
Niurka conheceu o cubano Yanixan Texido nos Estados Unidos e, mais tarde casou com ele em 2007. Yanixan mudou-se para o México por Niurka e trabalha como representante de vendas para empresas privadas na Cidade do México. Agora, é dito que eles se separaram em Agosto de 2008, já que Yanixan estava tendo um caso com alguém. Niurka apareceu atuando em La Fea Mas Bella conhecida como a personagem Paula Maria , que foi exibida no Brasil pelo SBT, também durante o ano de 2006 ela cantou na trilha sonora do álbum da telenovela.
Niurka também lançou um CD chamado "La Emperadora". Durante a sua última estadia na Cidade do México, ela foi capa de fevereiro de 2007 no México edição revista Playboy. Em 2008 teve uma participação como bailarina na telenovela Fuego en la sangre.
Ela começou seu próprio show em 2008, denominado "Espectacularmente Niurka", e foi filmado nos Estados Unidos pela rede Telemundo. Ela está actualmente a trabalhando na TV Azteca, que é concorrente da Televisa. Seu novo show é chamado "El Show de Niurka" em que ela é a principal apresentadora. Existem jogos, dança e canta e até mesmo uma Yacuzzi no qual ela entrevistas outros artistas maioritariamente do sexo masculino, com perguntas  muito indiscretas.

## Filmografia

### Televisão
| Ano      | Título                         | Personagem                        | Notas                 |
| -------- | ------------------------------ | --------------------------------- | --------------------- |
| 1987     | Esperanza, La ultima que morio | Doris Castillo / Brenda Villareal |                       |
| 1993     | La Vida Dos                    | Jaqueline                         |                       |
| 1995     | Por un mundo mejor             | Sabrina                           |                       |
| 1998     | Vivo por Elena                 | Myrtha                            | Coadjuvante           |
| 1998     | Gotita de amor                 | Constanza                         | Coadjuvante           |
| 1999     | Nunca te olvidaré              | Alcatráz Cordero                  | Coadjuvante           |
| 1999     | Tres mujeres                   | Yamilé Nuñez                      | Antagonista           |
| 2000     | DKDA: Sueños de juventud       | Perla                             | Participação especial |
| 2001     | Salomé                         | Karicia                           | Co-protagonista       |
| 2003- 04 | Velo de novia                  | Vida                              | Co-protagonista       |
| 2004     | Big Brother México             | Ela mesma                         | Participante          |
| 2004     | Corazones al límite            | Dulce María                       | Coadjuvante           |
| 2006- 07 | La fea más bella               | Paula María Conde                 | Coadjuvante           |
| 2008     | Fuego en la sangre             | Maracuya                          | Participação especial |
| 2011     | Emperatriz                     | Ángela 'Quimera' Galván           | Antagonista           |
| 2012     | La mujer de Judas              | Ricarda Araujo                    | Coadjuvante           |
| 2014     | Mi corazón es tuyo             | Ela mesma                         | Participação especial |

### Programas de Televisão
- Rica famosa latina (2015-2017)
- Soy tu doble (2014) como juíza
- México baila (2013) como concursante
- Ella es Niurka   (2011-2012) como apresentadora
- Mira quien baila  (2010-2011) como concursante
- El show de Niurka (2008-2009) como apresentadora
- Ventaneando America (2008) como convidada
- Al Extremo (2008)
- De los pies a la Cabeza (1998)
- Qué Rico Mambo!!

## Obras teatrais
| Ano      | Título              | Personagem   | Notas   |
| -------- | ------------------- | ------------ | ------- |
| 2002- 03 | Aventurera          | Elena Tejero | —       |
| 2011- 12 | Perfume de Gardenia | Miranda Mour | Musical |
| 2012- 13 | Qué rico mambo      | —            | —       |

## Discografia

### Álbuns de estúdio
- Alcatraz es dulce (1999)
- Latin Pop (2001)
- La Emperadora (2007)
- La Emperadora Re-Evaluada (2009)
- Ahora mírame (2009)

### Singles
- "La Emperadora" (2007)
- "Acariciame" (2007)
- "Dígalo En El Aire" (2007)

## Prêmios e Indicações

### Prêmio TVyNovelas
| Ano  | Categoria                | Telenovela | Resultado |
| ---- | ------------------------ | ---------- | --------- |
| 2002 | Melhor atriz coadjuvante | Salomé     | Venceu    |